# Ergotioneina
L'ergotioneina (abbreviato EGT) è un amminoacido solforato naturale, derivato dell'istidina.
Questo composto è stato scoperto nel 1909 e prende il nome dal fungo della segale cornuta (ergot) da cui è stato purificato; la sua struttura è stata determinata più tardi, nel 1911.

## Biosintesi
È un derivato dall'istidina, contenente un atomo di zolfo nell'anello imidazolico.
La sua biosintesi consiste nella modifica dell'istidina attraverso la polimetilazione all'azoto, con la catalisi di enzimi a base di S-adenosil metionina, che porta alla formazione di ercinina. Successivamente la cisteina si lega attraverso un ponte solfuro, e in una reazione catalizzata dall'enzima cisteinasi, il residuo cisteinico si decompone in acido piruvico ed ammoniaca, lasciando un gruppo solfenico (-SOH), il quale viene poi ridotto a solfidrile (-SH).
Questo composto ha un comportamento insolito poiché l'atomo di zolfo è più stabile in soluzione nella forma tionica, piuttosto che come sulfidrile.   Questo rende l'ergotioneina molto meno reattivo rispetto ai tioli come il glutatione nei confronti di agenti alchilanti come i maleimmidi, e ne impedisce anche l'ossidazione all'aria. Tuttavia, l'EGT può essere ossidata lentamente nell'arco di diversi giorni alla forma disolfuro in soluzioni acide. Se l'ergotioneina non viene ossidata, il disolfuro è un agente ossidante molto forte, quindi questo a sua volta rapidamente ossida altri tioli presenti nella cellula come ad esempio il glutatione.

## Proprietà
L'ergotioneina in vitro ha proprietà antiossidanti. Studi scientifici hanno dimostrato le sue capacità di neutralizzare radicali idrossili e acido ipocloroso, inibire la produzione di ossidanti da parte degli ioni metallici, e partecipare nel trasporto degli ioni metallici e nella regolazione dei enzimi metallici. Poiché tali attività sono state registrate "in vitro" la loro rilevanza in vivo restano non ancora accertate.
Sebbene l'ergotioneina non possa essere prodotta nelle cellule umane, è presente in alcuni tessuti a livelli elevati in quanto è assorbita attraverso la dieta; nell'uomo è assorbita dall'intestino e concentrata in alcuni tessuti da un trasportatore specifico chiamato ETT (gene SLC22A4), ma ancora oggi non si conosce fino in fondo il suo ruolo nel metabolismo umano.

## Metabolismo ed origine
L'ergotioneina è stata isolata per la prima volta dalla segale cornuta (ergot) da cui prende il nome; tuttavia è presente anche in altri funghi ascomiceti (Neurospora crassa) e basidiomiceti (Coprinus atramentarius, Coprinus comatus).
È stata inoltre trovata in batteri, piante ed animali, a volte a livelli millimolari. Cibi ricchi di EGT sono il fegato, il rene, fagioli neri e crusca di avena, con i più alti livelli nei funghi boleti e pleuroti. Nel corpo umano, le più cospicue quantità di EGT sono state trovate negli eritrociti, nel cristallino e nello sperma, nonché nella pelle.
Mentre in molti esseri viventi questa sostanza proviene dall'esterno, ovvero dalla dieta, in altri si forma per biosintesi, come ad esempio negli Actinobacteria, quale il Mycobacterium smegmatis e nei fungi filamentosi, come la Neurospora crassa. Fino ad alcuni anni fa non era conosciuta l'esatta via metabolica, ma solo alcuni passaggi della biosintesi.. La completa biosintesi è stata successivamente descritta in batteri, come Mycobacterium smegmatis, e funghi, come Schizosaccharomyces pombe.. Altre specie di batteri come Bacillus subtilis, Escherichia coli, Proteus vulgaris e Streptococcus, e funghi come i Saccharomycotina non possono produrre EGT.